# Tabelliphora teretipenna
Tabelliphora teretipenna är en tvåvingeart som beskrevs av Giar-Ann Kung och Brown 2005. Tabelliphora teretipenna ingår i släktet Tabelliphora och familjen puckelflugor.
Artens utbredningsområde är Costa Rica. Inga underarter finns listade i Catalogue of Life.